# Клобуков монастырь
Никола́евский Клобу́ков монасты́рь — женский (до 1923; с 1994 по 2001 — мужской) православный монастырь в городе Кашин Тверской области, расположенный на возвышенном левом берегу реки Кашинки при впадении в неё речки Вонжи.

## История
Согласно преданию, монастырь основан в середине XIV века. Документально известно, что обитель существовала в 1420 году. В это время в монастыре принял иночество Матфей Кожин — впоследствии преподобный Макарий Калязинский.
Первый храм обители был построен в честь святителя Николая Мирликийского — отсюда и первое имя.
Второе название — Клобуков — упоминается ещё в XV веке и связано со святителем-чудотворцем Иоанном Новгородским, занимавшим Новгородскую кафедру во второй половине XII века. По преданию, архиепископ, укротив беса, повелел везти себя в Иерусалим, поклониться Гробу Господню. Пролетая над Кашиным, святитель обронил свой клобук, который был впоследствии найден. На месте этом и был возвёден Николаевский Клобуков монастырь.
С 1764 года, согласно манифесту Екатерины Второй, стал заштатным общежительным монастырём.
В обители было три каменных храма: Троицкий собор (1664) с приделом во имя св. Николая Чудотворца (освящён в 1832), надвратная Покровская церковь (XVII век), Алексеевская церковь с приделами Тихвинской иконы Божией Матери и апостолов Петра и Павла (1851—1854).
До революции в монастыре хранилась почитаемая икона св. Николая Можайского (1582, поновления 1718), икона Богоматери «Одигитрия». Обширная монастырская библиотека сохраняла копии с царских и княжеских грамот, рукописные и старопечатные книги.
В XIX веке Клобуков монастырь всячески обустраивался, например, появился новый колокол весом 306 пудов. Участие в судьбе монастыря принимало кашинское купечество. Известно, что местная купчиха А. В. Ванчакова внесла 63 000 рублей, чтобы настоятели монастыря получили сан архимандрита.
Монастырь был закрыт в 1920-е годы. В 1929 году были сняты колокола и разобран иконостас, несколько позже уничтожили колокольню. На территории была устроена скотобаза, в нижнем этаже Алексеевской церкви разместилась колбасная артель «Инвалид», а затем гончарная мастерская.
Конец деятельности мясокомбината положил пожар, произошедший в конце 1980-х годов, уничтоживший имущество предприятия и почти не повредивший монастырские постройки.

## Восстановление монастыря
Монастырь был открыт 18 июля 1994 года, 30 октября 1995 года постройки монастыря были переданы РПЦ, началось его восстановление.
17 июля 2001 года, решением Синода, монастырь был преобразован в женский. Подворьем монастыря является церковь Петра и Павла в Кашине.

## Настоятели монастыря
Настоятелями монастыря, с момента основания, до 1764 года были игумены. С 1764 по 1869 года настоятели имели звание строителя монастыря. С 1869 по 1923 года настоятелями монастыря были архимандриты. После возрождения монастыря, в 1994 году, им управляют игумены (с 2001 игуменьи).

### Мужской монастырь
- Матфей I, 1510—1512[11][12]
- Кассиан, 1543—1556[11][12]
- строитель Арсений, 1565[11][13]
- Левкий, 1613—1623[11][13]
- Антоний, 1635—1640[11][13]
- Иона I, 1642—1644[11][13]
- строитель Иларион (Шатилов), 1648—1652[11][13]
- строитель Аркадий, 20 сентября 1652[11][14]
- Галактион, 1659—1664[11][14]
- Серапион, 9 октября 1670 — 1671[11][14]
- Боголеп, 1675—1678[11][14]
- Авраамий, 1682—1693[11][14]
- Матфей II, 1693—1695[11][15]
- Иаков, 1698—1700[11][15]
- Пафнутий, 1701—1705[11][15]
- Иосиф, 1707—1712[11][16]
- Иона II, 1714 [16]
- Мельхиседек (Борщов), 1715—1717[11][16]
- Ефрем, с 1717[11][16]
- Павел, 1720—1723[11][16]
- Макарий (Хворостин), 1724—1727[11][16]
- Иосиф (Решилов), 1728—1731[11][16]
- архимандрит Гавриил, 1738[11][16]
- игумен Иоаким, 1740—1741[16]
- Иоасаф I, 1741—1748[17]
- игумен Серафим, 1749—1751[11][17]
- игумен Иннокентий I, 1752[17]
- игумен Кирилл, 1752—1759[17]
- игумен Феодосий (Буйков), 1759—1774[11]
- игумен Иоасаф II, 1774—1784[17]
- игумен Авраам, 1808[18]
- игумен Нил, 1808—1818[18]
- игумен Виктор I, 1818—1822[18]
- игумен Петр, 1822—1827[18]
- Виктор II, 1827—1829[18]
- игумен Иннокентий II, 1829—1831[18]
- игумен Анастасий, 1832—1834[18]
- игумен Иероним, 1834—1836[18]
- строитель Анатолий, 18 января 1836 — 13 января 1845[18]
- Нектарий, 1845[18]
- игумен Неофит, 1845—1856[18]
- Иринарх, 1857—1868[19]
- архимандрит Феодосий (Судаков), 1869—1893[19]
- архимандрит Феофан (Предтеченский), 1893 — январь 1909[19][20]
- игумен Сергий (Швырков), 18 июля 1994 — 2001[1][10]

### Женский монастырь
- игуменья Анна (Топоркова), 2001—2009[1][10]
- игуменья Варвара (Иванова), 2009 — настоящее время[1][8][10]